# Archimedisch lichaam
Een  archimedisch lichaam of archimedisch veelvlak is een halfregelmatig veelvlak dat niet zelfdoorsnijdend of samengesteld is, de zijvlakken ervan zijn niet allemaal congruent en het zijn geen prisma's of antiprisma's. Ze zijn zoals alle halfregelmatige veelvlakken convex en hoekpunttransitief. Ze bestaan gegeven deze definitie uit twee of meer soorten regelmatige veelhoeken, waarbij zijvlakken met hetzelfde aantal hoeken congruent zijn. Ze verschillen van de regelmatige veelvlakken, aangezien die uit slechts één soort regelmatige veelhoek zijn opgebouwd, en ook van de johnsonlichamen, die niet hoekpunttransitief zijn.
De archimedische veelvlakken kunnen allemaal via wythoff-constructies uit de regelmatige veelvlakken met tetrahedrale, octahedrale- of icosahedrale symmetrie worden opgebouwd. De duale vormen van de archimedische lichamen zijn de catalanlichamen, die omgekeerd aan de archimedische lichamen wel zijvlaktransitief, maar niet hoekpunttransitief zijn.
De naam archimedisch lichaam is afgeleid van de Griek Archimedes, die gedetailleerd de meetkunde van deze lichamen beschreef. De belangstelling voor deze 'pure vorm van meetkunde' herleefde in de renaissance. Verscheidene wiskundigen herontdekten deze vormen en Johannes Kepler rondde omstreeks 1620 het werk af. Kepler definieerde de prisma's, de antiprisma's en de kepler-poinsot-lichamen, die niet convex zijn.

## Classificatie
Er zijn 13 archimedische lichamen en 15 als de spiegelbeelden van twee chirale vormen erbij worden geteld. Dit geldt voor de stompe kubus en de stompe dodecaëder, wat wil zeggen dat ze in een linksdraaiende vorm en een rechtsdraaiende vorm bestaan. Voorwerpen die in verschillende vormen kunnen bestaan die elkaars ruimtelijk spiegelbeeld zijn worden enantiomorf genoemd. In de scheikunde komt dit verschijnsel ook voor.
In onderstaande tabel verwijst de hoekpuntconfiguratie naar de soorten regelmatige veelvlakken die in een bepaald hoekpunt samenkomen. Bijvoorbeeld: een hoekpuntconfiguratie van (4,6,8) betekent dat een vierkant, een zeshoek en een achthoek in een hoekpunt samenkomen. Bij (4,6,8) en (4,6,10) zijn er twee volgordes, voor de helft van de hoekpunten geldt de genoemde volgorde met de klok mee en voor de helft tegen de klok in.
De kuboctaëder (3.4.3.4) en de icosidodecaëder (3.5.3.5) zijn ook ribbetransitief.
| Nummer | Naam hoekpuntconfiguratie                                                    | Afbeelding | Openvouwing | Vlakken | Soort vlakken                             | Ribben | Hoekpunten | Symmetriegroep |
| ------ | ---------------------------------------------------------------------------- | ---------- | ----------- | ------- | ----------------------------------------- | ------ | ---------- | -------------- |
| 1      | afgeknotte tetraëder (3.6.6)                                                 | animatie   |             | 8       | 4 driehoeken 4 zeshoeken                  | 18     | 12         | Td             |
| 2      | kuboctaëder (3.4.3.4)                                                        | animatie   |             | 14      | 8 driehoeken 6 vierkanten                 | 24     | 12         | Oh             |
| 3      | afgeknotte kubus (3.8.8)                                                     | animatie   |             | 14      | 8 driehoeken 6 achthoeken                 | 36     | 24         | Oh             |
| 4      | afgeknotte octaëder (4.6.6)                                                  | animatie   |             | 14      | 6 vierkanten 8 zeshoeken                  | 36     | 24         | Oh             |
| 5      | romboëdrische kuboctaëder of kleine rombische kuboctaëder (3.4.4.4)          | animatie   |             | 26      | 8 driehoeken 18 vierkanten                | 48     | 24         | Oh             |
| 6      | grote rombische kuboctaëder (4.6.8)                                          | animatie   |             | 26      | 12 vierkanten 8 zeshoeken 6 achthoeken    | 72     | 48         | Oh             |
| 7      | stompe kubus of stompe hexaëder 2 chirale vormen (3.3.3.3.4)                 | animatie   |             | 38      | 32 driehoeken 6 vierkanten                | 60     | 24         | O              |
| 8      | icosidodecaëder (3.5.3.5)                                                    | animatie   |             | 32      | 20 driehoeken 12 vijfhoeken               | 60     | 30         | Ih             |
| 9      | afgeknotte dodecaëder (3.10.10)                                              | animatie   |             | 32      | 20 driehoeken 12 tienhoeken               | 90     | 60         | Ih             |
| 10     | afgeknotte icosaëder (5.6.6)                                                 | animatie   |             | 32      | 12 vijfhoeken 20 zeshoeken                | 90     | 60         | Ih             |
| 11     | rombische icosidodecaëder (3.4.5.4)                                          | animatie   |             | 62      | 20 driehoeken 30 vierkanten 12 vijfhoeken | 120    | 60         | Ih             |
| 12     | afgeknotte icosidodecaëder of grote rombische icosidodecaëder (4.6.10)       | animatie   |             | 62      | 30 vierkanten 20 zeshoeken 12 tienhoeken  | 180    | 120        | Ih             |
| 13     | stompe dodecaëder of afgeknotte icosidodecaëder 2 chirale vormen (3.3.3.3.5) | animatie   |             | 92      | 80 driehoeken 12 vijfhoeken               | 150    | 60         | I              |

## Betegelingen
Het is met alleen de afgeknotte octaëder, net zoals met alleen de kubus of de rombische dodecaëder, mogelijk ze zonder ruimteverlies in de ruimte te stapelen. Wanneer het is toegestaan verschillende archimedische lichamen en regelmatige veelvlakken te combineren, waarbij nog de voorwaarde geldt dat gelijkvormige veelvlakken ook congruent zijn, dan is dat met de vijf andere archimedische lichamen in de volgorde hierboven gegeven van de eerste zes al mogelijk.

## Websites
- Bouwplaten van Archimedische veelvlakken, halfregelmatige veelvlakken
- (en)  RE Mäder. The Uniform Polyhedra
- (en)  GW Hart in zijn The Encyclopedia of Polyhedra. Virtual Reality Polyhedra